# Hiéroglyphes ojibwés

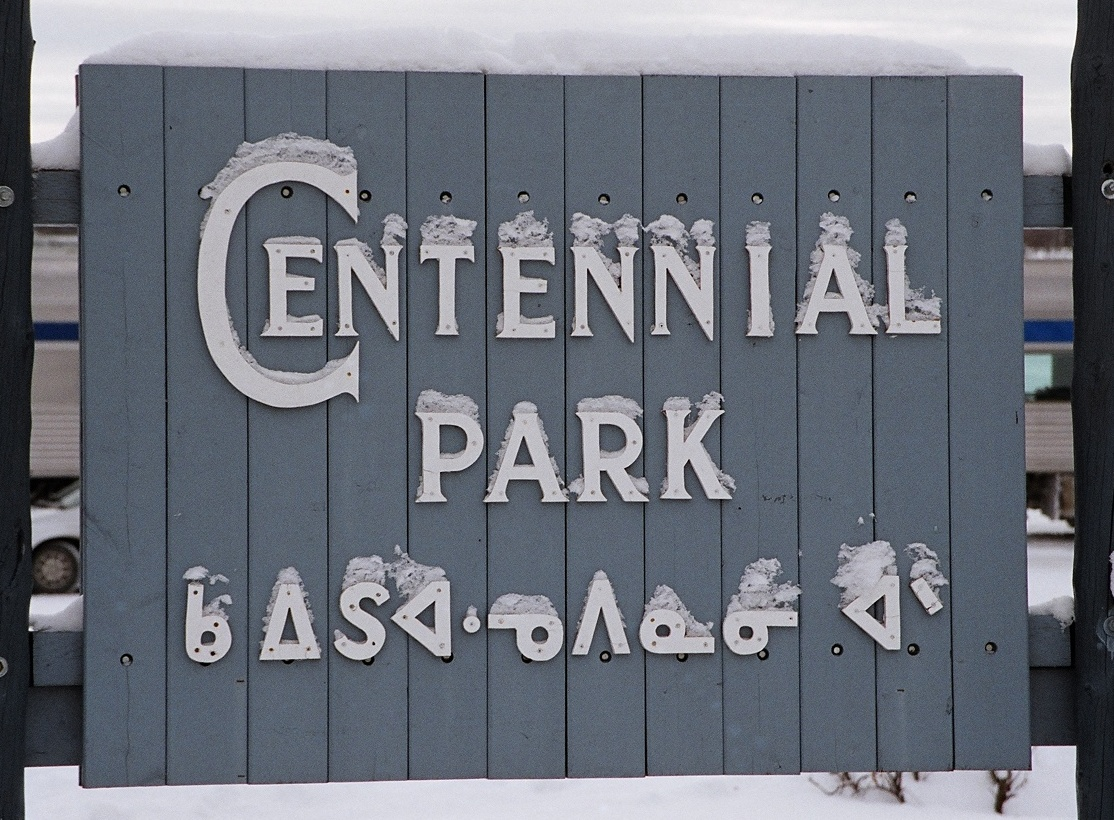
Un panneau dans la ville de Sioux Lookout en Ontario, contenant des hiéroglyphes ojibwés. Le texte, partiellement pointé, indique ᑳᐃᔑᐊᓉᐱᓈᓂᐗᐠ (prononcé Gaa-izhi-anwebinaaniwang), signifiant "l'endroit où les gens se reposent".

Les hiéroglyphes ojibwés sont un système d'écriture hiéroglyphique employé autrefois par les Ojbiwés, une population algonquienne du Canada et des États-Unis. 
Peu de choses sont connues en ce qui concerne les « hiéroglyphes » ojibwés. Similaire à l'écriture hiéroglyphique des Micmacs, il existe des pétroglyphes ou Kinomagewapkong en ojibwé qui signifie « la roche qui enseigne », et des Wiigwaasabak, soit des dessins réalisés sur des écorces de bouleau qui parlent de Midewiwin ou chamanisme.
Dans la négociation de traités avec les Britanniques ou les Français, les signatures des chefs étaient marquées souvent par un simple « X », et, par la suite, ces derniers utilisaient des caractères « hiéroglyphiques » ojibwés représentant entre autres leur totem.
Aujourd'hui, les artistes ojibwés intègrent des motifs communément trouvés dans les « hiéroglyphes » ojibwés afin d'inculquer une « fierté autochtone » (Native Pride).
On pense que plusieurs anciens connaissent encore la signification d'un grand nombre de ces hiéroglyphes, mais que leur contenu est considéré comme sacré. Dès lors, très peu d'informations ont été révélées. 
En Ontario, proche des Algonquins de Pikwàkanagàn, au nord-est de Peterborough se trouve le « Petroglyphs Provincial Park ». Quelque 900 pétroglyphes et d'importantes concentrations de gravures ciselées il y a des centaines d’années s'y trouvent. Il y a entre autres des représentations de tortues, serpents, oiseaux et humains.